# Rimac Nevera
El Rimac Nevera (pronunciado [rǐːmat͡s něʋeːra]) es un automóvil superdeportivo eléctrico biplaza de dos puertas diédricas, producido por el fabricante croata Rimac Automobili. Fue presentado con el nombre provisional Rimac C_Two en el Salón del Automóvil de Ginebra de 2018. La versión final de producción con el nombre Rimac Nevera, fue presentada en junio de 2021.

## Nomenclatura
Significa el nombre dado a una rápida, repentina y poderosa tormenta en el Mediterráneo, que cruza a través del mar abierto fuera de Croacia, por lo que el Nevera es extremadamente poderoso y cargado por un relámpago.
Golpeando con una velocidad y severidad excepcionales, esta nueva generación ostenta orgullosamente el nombre, pero también las características de esa fuerza meteorológica única de la naturaleza.

## Características

### Diseño

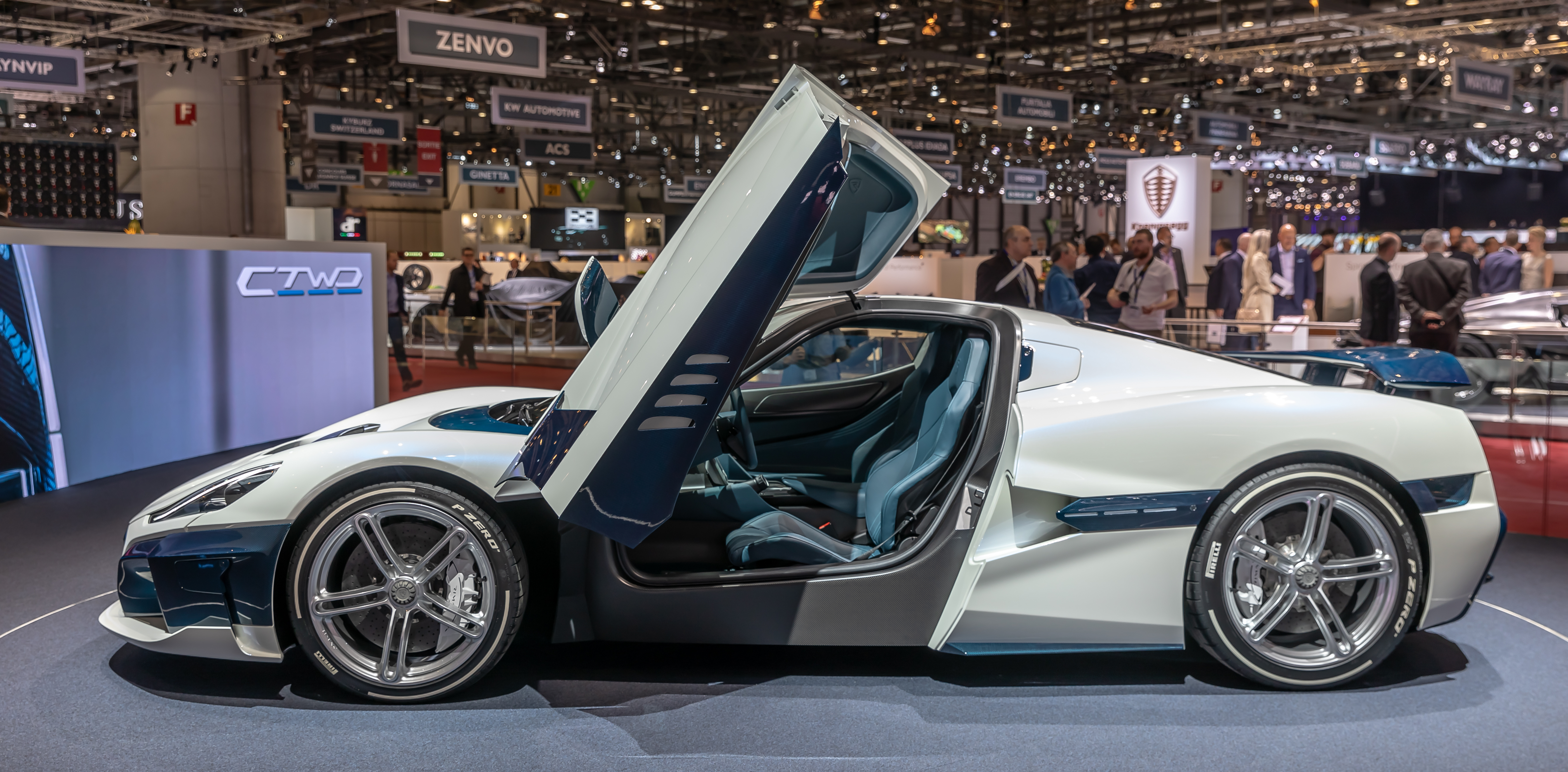
C Two con la puerta diédrica abierta en el Salón del Automóvil de Ginebra de 2019, en Le Grand-Saconnex.

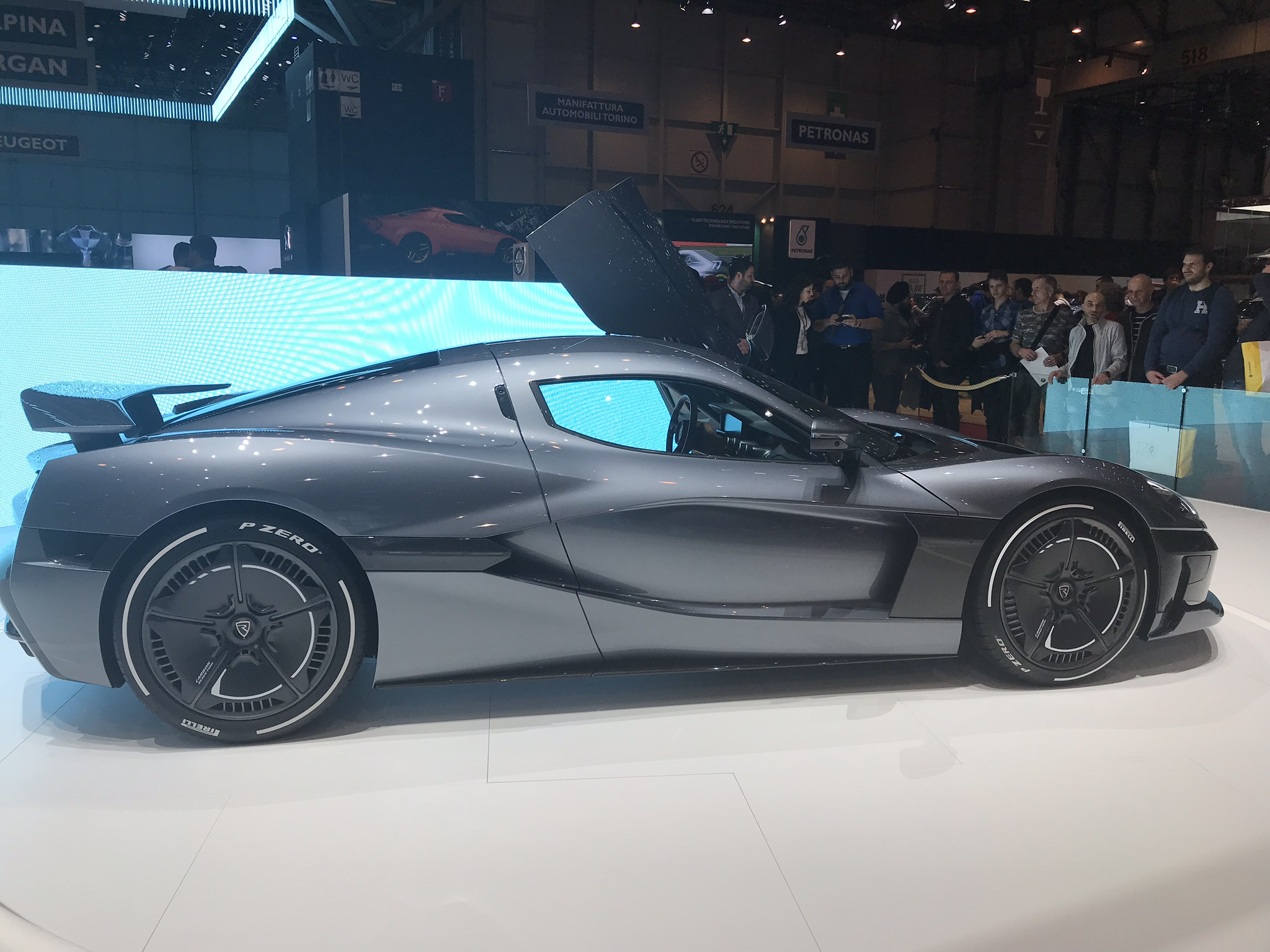
Vista lateral en el Salón del Automóvil de Ginebra de 2018.

Tiene unas dimensiones de 4750 mm (187 pulgadas) de largo, 1986 mm (78,2 pulgadas) de ancho, 1208 mm (47,6 pulgadas) de altura y una distancia entre ejes de 2745 mm (108,1 pulgadas), con un peso es de 2150 kg (4740 libras). Su carrocería y chasis son de un monocasco de fibra de carbono con elementos de aluminio. El chasis del Nevera ha sido diseñado para dar cabida al paquete de baterías, capaz de soportar una rigidez torsional de 70 000 N·m (51 629 lb·pie) por grado.
Ha mejorado la aerodinámica en un 34% de eficiencia con respecto al concepto, gracias a pequeñas modificaciones en el cofre, difusores, splitters y radiadores que mejoran la carga aerodinámica y el flujo del aire, la cual puede configurarse en modos Low Drag y High Downforce; con el primero es posible bajar el coeficiente de arrastre hasta los 0.30 Cd; y con el segundo se obtiene una ganancia de 326%. La refrigeración también ha mejorado, gracias a las mejoras en el rediseño de los canales de enfriamiento, que conducen el aire hacia el sistema de frenos y todo el tren motriz. Tiene siete modos de conducción, cinco de los cuales son predefinidos: Sport, Drift, Comfort, Range y Track. Los dos modos restantes son personalizables para que se pueda adaptar a los parámetros del coche, según el gusto del conductor.
Utiliza la misma plataforma que el Pininfarina Battista, un superdeportivo y primer modelo que comercializará Pininfarina bajo su propia marca, que será desarrollado en colaboración con Rimac, es decir, será su "primo", del cual en un principio también se fabricarán un total de 150 unidades.
Además, el coche incluye dos extintores en el habitáculo, los cuales están montados en un compartimiento especial y sujetados con correas de cuero, las cuales tienen la leyenda "In case of Hill Climb, extinguish fire" ("En caso de correr cuesta arriba, extinga el fuego"), haciendo una directa referencia al accidente que sufrió el presentador de The Grand Tour Richard Hammond, cuando iba al volante de un Rimac Concept One en fase de prototipo durante una carrera cronometrada en 2017, el cual se incendió tras el percance. Posteriormente, algunos medios corrieron la noticia bajo el término: "A prueba de Richard Hammond" ("Richard Hammond-proof").

### Planta motriz

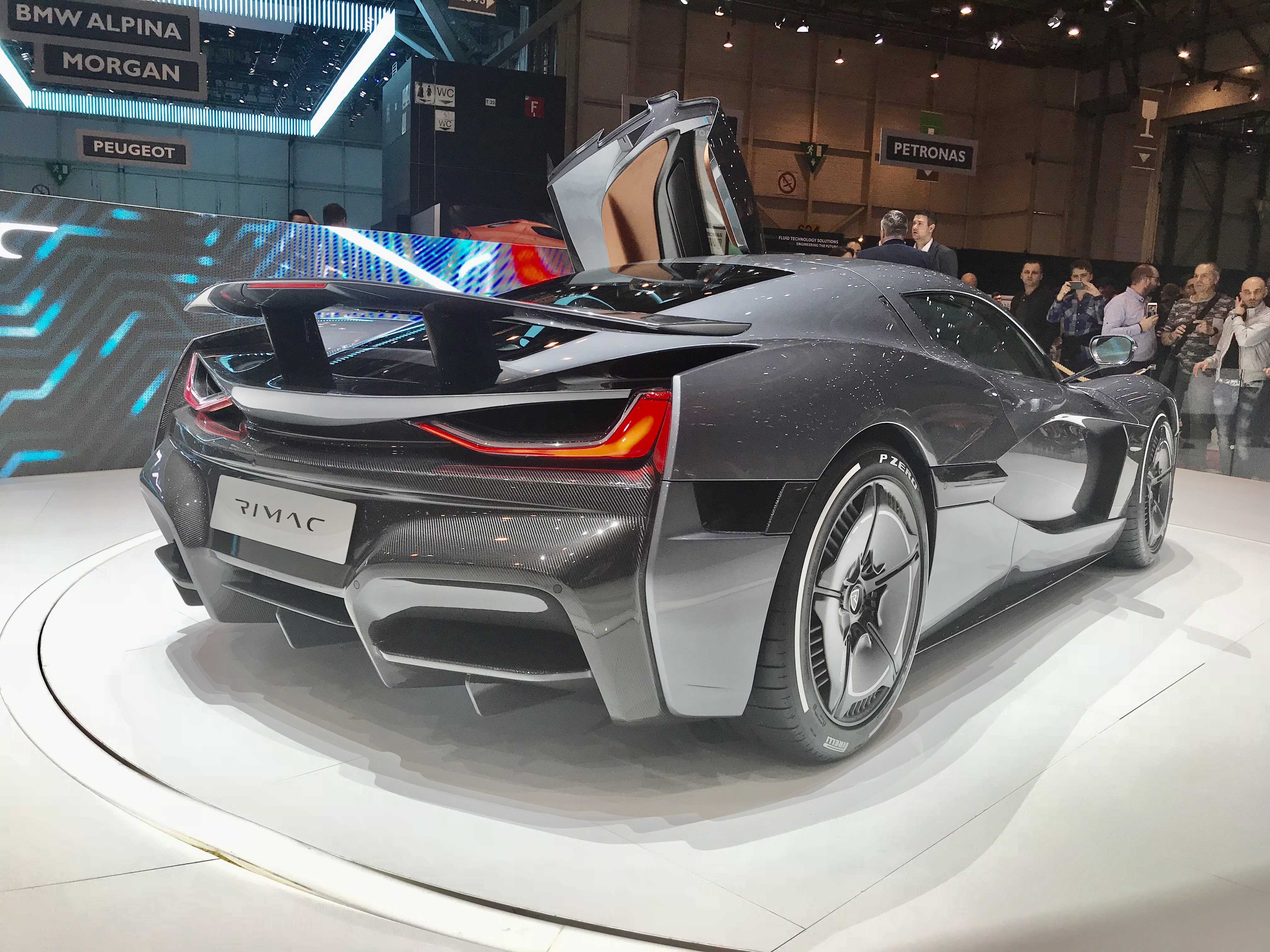
Vista trasera 3/4.

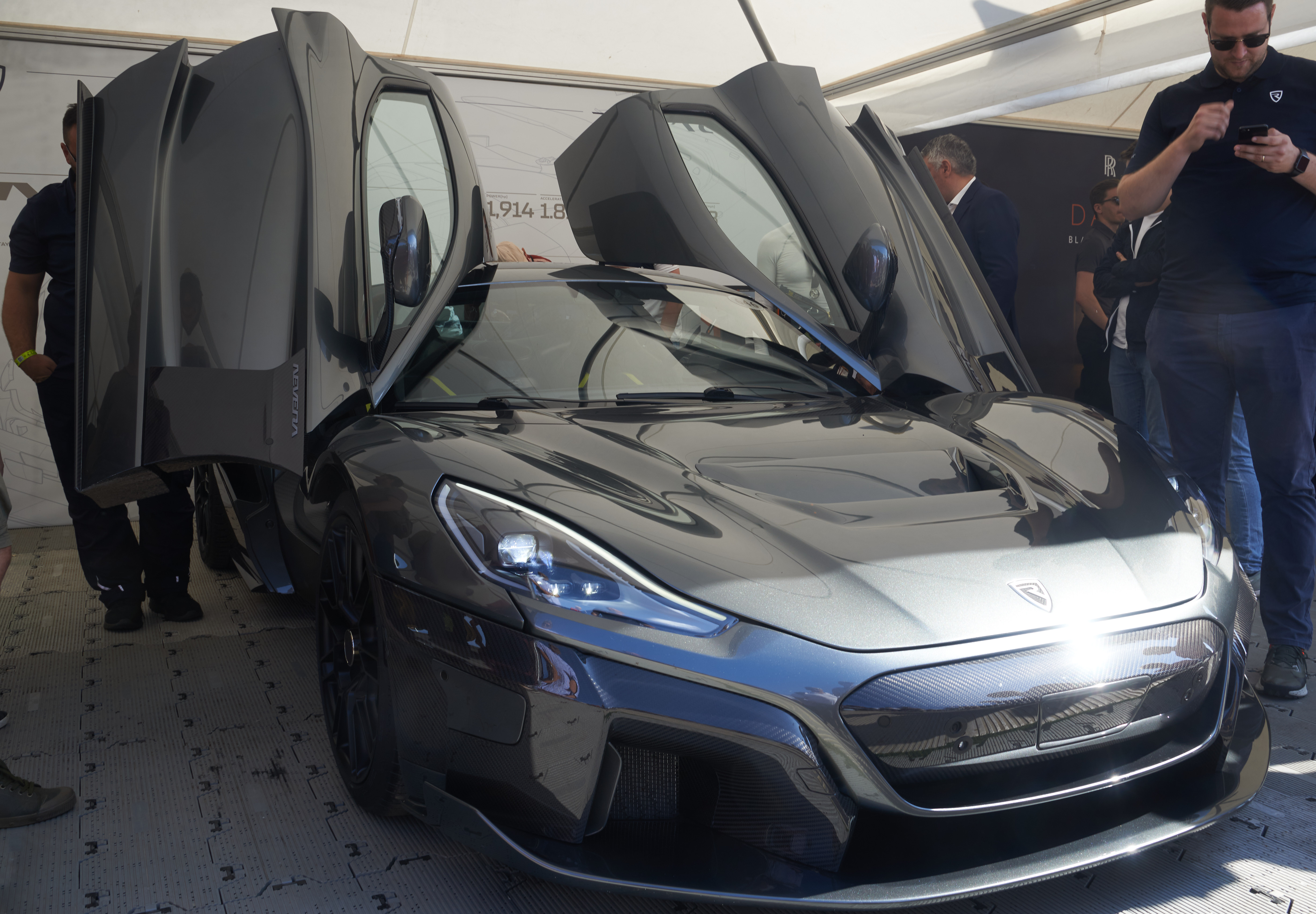
Con ambas puertas diédricas abiertas en el Festival de la Velocidad de Goodwood de 2021.

Equipa una planta motriz de cuatro motores de imanes permanentes síncronos de corriente continua (CC) con carcasa de aluminio de 12000 rpm. Estos motores son independientes y están montados en la superficie con manga de carbono, los cuales se distribuyen en dos delanteros de 220 kW (299 CV; 295 HP) y 280 N·m (207 lb·pie) con corriente de fase de 450 brazos de 800 V cada uno; mientras que los traseros son de 480 kW (653 CV; 644 HP) de potencia y 900 N·m (664 lb·pie) con corriente de fase de 1000 brazos también de 800 V cada uno, aunque la potencia total combinada del sistema se ha limitado a 1408 kW (1914 CV; 1888 HP), por lo que su relación potencia a peso es de 982 CV/tonelada, con una distribución de peso de 48% en el eje delantero y 52% en el trasero. Su par máximo es de 2360 N·m (1741 lb·pie), mientras que en rueda es de 13 430 N·m (9905 lb·pie). Todo el sistema está refrigerado por una mezcla compuesta por agua y etilenglicol.
Forman un par de conjuntos de dos motores simétricos cada uno, donde los delanteros están acoplados a cada rueda delantera por medio de dos cajas de engranajes independientes de una sola velocidad, mientras que los motores traseros se conectan a cada rueda trasera por medio de dobles cajas de cambios con embrague de carbono de una sola velocidad y dos cajas de cambios montadas entre los motores. Esta configuración permite aprovechar mejor todo el par del que dispone el vehículo, además de contar con el sistema de par vectorial Wheel Torque Vectoring System (R-AWTV), que distribuye el par motor a cada rueda individualmente para que el control del vehículo se adapte a las condiciones de conducción. Dicho control puede ser ajustado por el conductor. Por lo anterior, tiene tracción en las cuatro ruedas con par vectorial controlado mediante software, incluyendo control de tracción integrado con un sistema de control de estabilidad (ESC) y ABS.

### Baterías
El sistema de almacenamiento es mediante un paquete de baterías del tipo LiNiMnCoO2, cuya capacidad total es de 120 kWh (432 MJ). Es capaz de dar picos de 1400 kW (1903 CV; 1877 HP) de potencia durante las aceleraciones. Están refrigeradas por líquido con siete sistemas independientes, con todos de ventiladores y bombas trabajando a 48 V con 6960 celdas, cuyo factor de formato es del tipo cilíndrico de 21700. Su voltaje es de 730 V en CC y para su recarga en corriente alterna, dispone de un cargador interno de 22 kW (30 CV) de tres fases, mientras que para una recarga en corriente continua (CC), el sistema admite hasta 250 kW (340 CV; 335 HP) de potencia. Para una carga rápida, necesita una combinación de corriente continua de 500 kW (680 CV; 671 HP), que le tomaría 22 minutos para alcanzar hasta un 80%.

### Mecánica
La suspensión trasera y delantera es de doble horquilla con dobles brazos "A" tipo varilla de empuje ("pushrod") y amortiguadores ajustables en altura activa electrónicamente.
Los frenos delanteros y traseros son de discos ventilados cerámicos de 390 x 36 mm (15,4 x 1,4 pulgadas) de diámetro, con pinzas (cálipers) de seis pistones.
Calza rines de medidas 275/35 R20 pulgadas (50,8 cm) en el eje delantero y 315/35 R20 pulgadas (50,8 cm) en el trasero, con neumáticos Michelin Pilot Sport 4S.

## Prestaciones
Es uno de los pocos superdeportivos en el mundo que lo logra una aceleración 0 a 300 km/h (186 mph) en menos de 15 segundos. Es el superdeportivo eléctrico más veloz del mundo actualmente en el mercado, cuya velocidad máxima está limitada electrónicamente a 412 km/h (256 mph), aunque según palabras de Mate Rimac, sin esa limitación alcanzaría los 463 km/h (288 mph), pero comprometería la durabilidad a largo plazo de las baterías, las cuales proporcionan una autonomía de 650 km (404 millas) en el ciclo NEDC y de 550 km (342 millas) en el ciclo WLTP, basado en una prueba preliminar y simulaciones, sujetas a una prueba final.
- De 0 a 60 mph (0 a 97 km/h): 1.85 segundos.
- De 0 a 100 km/h (0 a 62 mph): 1.97 segundos.
- De 0 a 300 km/h (0 a 186 mph): 9.3 segundos.[8]
- Desde parado al 1/4 de milla (402 m): 8.6 segundos.[7]

## Producción
La producción planeada está limitada a 150 unidades en una homologación global, que empezaría a finales de 2018. Sin embargo, las entregas a los clientes estaban planeadas inicialmente para 2020, pero se ha pospuesto hasta 2021 debido a la pandemia de COVID-19. Habría tres versiones disponibles: la presentada inicialmente, un cupé y otra de circuito.